# Circuito di Torretta
Der Circuito di Torretta, auch Autodromo MBR Vincenzo Florio, ist eine ehemalige Motorsport-Rennstrecke auf der italienischen Insel Sizilien. Sie liegt etwa 12 km westlich des Stardtkers der Metropolitanstadt Palermo am Nordrand des Bergdorfs Cippi. Das namensgebende Dorf Torretta befindet sich etwa 3 km nördlich der Strecke.

## Geschichte
Die Bauarbeiten für die Rennstrecke begannen 2003 und wurden 2007 beendet. Es handelte sich allerdings lediglich um einen Teil der Strecke, wobei weitere Nebenanlagen, Tribünen, Boxen und Teile des Kurses in den Folgejahren fertiggestellt werden sollten. Dies kam jedoch nie zustande, da die Strecke im Jahr 2019 geschlossen wurde und, trotz Bemühungen verschiedener Fangruppen, bis heute (Stand 2025) nicht erneut eröffnet wurde.

## Die Strecke
Der fertiggestellte Teil der Strecke misst 2,400 km. Sie umfasst 15 Kurven und hat eine Breite von 14 Metern. Über 2 Kurzanbindungen konnten insgesamt 4 Streckenvarianten konfiguriert werden.

## Veranstaltungen
Von 2014 bis 2018 fand mit dem Campionato Velocità MBR eine streckeneigene Meisterschaft für Tourenwagen auf dem Kurs statt.